# DFL Televisión
DFL Televisión, fue una programadora y productora de televisión colombiana. Fundada en 1991 por el empresario Diego Fernando Londoño Reyes, el hijo de Fernando Londoño Henao, antiguo dueño de Caracol Radio y Caracol Televisión.

## Historia
Esta programadora nació en octubre de 1990 conformada por el empresario de televisión Diego Fernando Londoño Reyes que anteriormente fue el presidente de Caracol Televisión cuyo fundador fue su padre Fernando Londoño Henao. Londoño Reyes se retiró de Caracol Televisión en 1990 para conformar una programadora bajo el nombre de DFL Televisión y en julio de 1991 se presentó a una minilicitación para ocupar espacios devueltos de la programadora del periodista Jorge Enrique Pulido que murió asesinado en Bogotá el miércoles 8 de noviembre de 1989 y solamente le fue favorecido un solo horario en un periodístico llamado La Clave emitido los domingos a las 1:30 p.m. por la Cadena Uno de Inravisión.
Después en la licitación de 1991 (entre el 1 de enero de 1992 y el 31 de diciembre de 1997) se presentó esta programadora bajo el nombre de Diego Fernando Londoño Televisión y le adjudicaron 8 horas de programación en el Canal A y se consagró como programadora de entretenimiento y cultura para la familia colombiana, su programa estelar fue No Me Lo Cambie animado en sus inicios por Hernán Orjuela ubicado los domingos de 3:30 p.m. a 5:00 p.m. y que además fue uno de los programas más exitosos en la historia de la Televisión Colombiana en la década de los 90.
Los demás espacios de esa licitación fueron estos: una franja de telenovelas extranjeras de lunes a viernes a las 1:30 p.m. en alianza con Coestrellas y Producciones JES para emitir títulos como Pasionaria, Cara Sucia (que fue sancionada por Inravisión por emitir contenido inapropiado en horario familiar y que en 1994 se volvió a emitir por Cenpro Televisión y Producciones PUNCH los viernes de 11:10 p.m. a 12:10 a.m.), Abigaíl, Kassandra, Rosangélica, Pecado de Amor, María Celeste, La Dueña, Bendita Mentira, Cañaveral de pasiones, Acapulco cuerpo y alma y Contra Viento y Marea.
Una franja de los miércoles a las 7:30 p.m. para emitir espacios como la comedia nacional 1X3 con Gerardo de Francisco, Carolina Cuervo, Luly Bossa y María Goretti, el programa Gente Corrida con Hernán Orjuela y Geraldine Zivic (que después la reemplazó Paola Turbay ex-señorita Bogotá 1991) y después presentaron Zafa Jirafa y los enlatados Mr Bean y Ferrys Bueller, pero también presentaron el concurso nacional Todo por la Plata (que antes lo emitía Proyectamos Televisión los lunes a las 7:30 p.m. por la Cadena Uno y después lo presentaba Audiovisuales los martes a las 7:30 p.m.).
Una franja infantil los jueves a las 5:00 p.m. para emitir el programa musical Oldi con Hernán Orjuela, El Gran Musical y Hacia el Futuro, de 1993 a 1996 en alianza con Producciones JES emitían enlatados como la comedia extranjera Lazos Familiares (que antes en 1987 lo presentaba Audiovisuales) y Los Guerra de los Mundos (que en 1998 lo presentó CPT Televisión) y series animadas como La Hora Warner, Los Pequeños Picapiedras (que anteriormente en 1990 lo emitía AMD Televisión) y Capitán Planeta y finalmente en asocio con Coestrellas presentaron la comedia mexicana El Chavo del Ocho (que anteriormente en la década de los años 70 fue emitida por Eduardo Ruiz Martínez Televisión y que después en los años 80 la programaban Granandina de Televisión y Programar Televisión y que en esta misma licitación la emitía Producciones PUNCH y que en la siguiente licitación la emitían Big Bang Televisión y CPT Televisión respectivamente) y la serie animada Highlander.
Una franja de los jueves a las 11:00 p.m. para emitir espacios como El Gran Musical, el programa cultural El Café en el Espejo con Alberto Santofimio Botero que luego presentaron el programa Caleidoscopio y finalmente presentaron Visión Cultural que era muy similar a Caleidoscopio presentado por Andrés Reina.
Los viernes a las 11:00 a.m. se emitía espacios como Cocinando con Sabor, De Moda, el programa periodístico Como le Parece con José Fernández Gómez (que antes en 1987 lo presentó Audiovisuales y que también lo emitía TeVecine los lunes a las 6:30 p.m. por la Cadena Uno) y los espacios culturales Caleidoscopio y Visión Cultural.
Los viernes a las 4:00 p.m. se emitía una franja infantil para emitir espacios como 3,2,1, Contacto con César Ramírez (que anteriormente en los años 80 lo presentaban RTI Televisión y AMD Televisión),  Cuentos de la Mancha, Las Aventuras del Rey Arturo, Xiomy (en alianza con Coestrellas), El Club de Nubeluz (en alianza con Producciones JES), La Calle de las Estrellas, Fábulas del Bosque Verde, No me lo Cambie Jr., El Amo de los Robots, El Club de los Tigritos, Dibujos animados de todos los tiempos, Popeye el Marino (en alianza con Coestrellas), el concurso juvenil Splash, El Chavo del Ocho (en alianza con Audiovisuales) y Highlander.
Los sábados a las 9:00 p.m. se emitía el enlatado Picos Gemelos que más adelante emitían otros enlatados como Intriga Tropical, Diagnóstico Reservado, Melrose Place (que después en 1994 lo presentó Coestrellas los sábados a las 3:00 p.m. y que de 1997 a 1999 lo presentó Producciones PUNCH), Kung Fu La Leyenda Continúa (que después en 1995 lo presentó Proyectamos Televisión en ese mismo horario pero por la Cadena Uno) y Frontera Norte (que también lo presenta TeVecine los sábados a las 5:00 p.m. por la Cadena Uno), también presentaban los programas de entretenimiento como La Matraca, Fuera de Foco, Lo que Faltaba y El Show del Amor y finalmente presentaron el magazín Oxígeno.
En 1994 se fundó DFL Estudios una productora profesional que además realizaba programas y comerciales para otras programadoras de televisión que tenía algunos equipos digitales para la producción de sus programas y competía con Vídeo Móvil, JJV Televisión, Provídeo y Televídeo para obtener equipos digitales en las productoras, pero en los primeros años la programadora prestaba los equipos a Lumen 2000 Televisión Colombia (la productora de la corporación El Minuto de Dios fundada en 1988), Innovisión Vídeo (que a su vez era la sucesora de la productora Producciones Promec fundada en 1979 y cuyos equipos les pertenecían a la programadora CPT Televisión) y también esta programadora en algunos espacios le prestaba los equipos a AMD Televisión (que anteriormente en 1969 se llamaba Producciones Alejandro Munévar).
En 1995, Diego Fernando Londoño Televisión cambia de nombre y se pasa a llamarse DFL Televisión.
En 1997 en alianza con Coestrellas y R.T.I. Televisión presentaron la Copa Libertadores y algunos partidos de visitante de la selección Colombia en las Eliminatorias a Francia 1998 con los comentarios de Iván Mejía y la narración de Andrés Salcedo González y Luis Alfredo Hernández.
En 1997 se fundó Representaciones y Artistas (R&A S.A.) que distribuía los Discos Compactos de CD-Manía inicialmente con el periódico El Espectador y finalmente con la revista Oxígeno, (actualmente esta empresa se llama Comarca S.A.) que produce discos como La Rockola MP3 bajo licencia de Universal Music).
En la licitación de 1997 (entre el 1 de enero de 1998 y el 31 de diciembre de 2003) se presentó nuevamente a la licitación del Canal A, inicialmente iba a obtener noticiero, pero no lo licitó y le adjudicaron 9.5 horas de programación, pero no le confió horarios como en la anterior licitación y como solución CPT Televisión le cedió espacios de DFL Televisión como el caso de Oxígeno los lunes a las 6:30 p.m., los miércoles a las 7:30 PM y los domingos a las 7:00 p.m., Gente Corrida los lunes a las 6:30 p.m.. Todo por la Plata los miércoles a las 7:30 PM y Zafa Jirafa los domingos a las 7:00 p.m., mientras que el espacio de No Me Lo Cambie fue ubicado los domingos de 5:00 a 6:30 p.m..
Los demás espacios fueron estos los martes y jueves a las 4:30 p.m. se emitía el programa Chespirito con Roberto Gómez Bolaños y espacios como La Matraca y D'Juernes. (NOTA: DFL emitió Chespirito pero la versión de los 70 que se presentó por el Canal 8 de México donde presentaba la sección Los Supergenios de la mesa cuadrada y que antes en 1979 fue emitida por Producciones PUNCH y que luego en 1980 era presentada por Colombiana de Televisión), también en asocio con Datos y Mensajes y RTI Televisión emitían las telenovela extranjera Luz Clarita el ánime japonés Los Supercampeones y la serie animada Aventuras en Pañales.
Los miércoles a las 11:30 p.m. se emitía Visión Cultural, pero Coestrellas le cedió su espacio para emitir los programas culturales Nadalísmo Ventiao y Perfiles Culturales y finalmente Visión Cultural fue ubicado por Coestrellas los miércoles a las 11:30 p.m..
Los miércoles y jueves a las 8:30 p.m. en alianza con RTI Televisión, Coestrellas, CPS Televisión y CPT Televisión presentaba la telenovela extranjera Celeste Siempre Celeste.
De lunes a viernes a las 1:00 p.m. en alianza con RTI Televisión, Coestrellas, Proyectamos Televisión, CPT Televisión y CPS Televisión para emitir títulos como María Isabel, Alguna vez tendremos alas (con Florinda Meza y Édgar Vivar que anteriormente en los 70 trabajaron con Chespirito en las comedias mexicanas El Chapulín Colorado y El Chavo del Ocho), Leonela, muriendo de amor, Soñadoras y Mirada de mujer, también presentaron espacios como Donde Está el Amor con Adriana Arango bajo la producción de RTI Televisión.
Los viernes a las 8:30 p.m. en alianza con CPT Televisión emitían el enlatado La Guerra de los Mundos, luego en alianza con RTI Televisión, Televídeo, Proyectamos Televisión, Coestrellas, CPT Televisión y En Vivo Televisión presentaron las telenovelas de RTI Televisión en títulos como Corazón Prohibido y La Sombra del Arco Iris, después emitían la telenovela extranjera Xica da Silva (que fue sacado del aire por problemas de índice de audiencia), también emitían el seriado Así es la Vida de Televídeo y posteriormente el enlatado Mi Secreta Identidad (que antes en 1990 lo programaba Caracol Televisión y que después en 1993 lo emitía TeVecine), y la gran sorpresa de esta licitación fue el dramatizado Castillo de Naipes ya que DFL Televisión incursionó en los dramatizados y fue actuado por Gustavo Angarita, Juan Pablo Shuk, Marcela Angarita, Humberto Dorado, Orlando Lamboglía, Andrea López, Andrés Felipe Martínez, Álvaro Rodríguez, y muchos otros actores que pasaron por esta serie bajo la dirección de Alí Humar, los libretos de Ben Odell y Humberto Correal y fue ubicado y cedido en el horario de CPT Televisión los jueves a las 8:30 p.m.
Los sábados a las 9:00 a.m. se emitían espacios infantiles como el programa cómico mexicano El Chavo del Ocho y la serie animada Popeye el Marino, los sábados a las 11:30 a.m. se emitía el espacio Sabrosongo (que antes lo programaban Coestrellas y Proyectamos Televisión y después lo presentaba Datos y Mensajes), los sábados de 8:00 a 9:30 p.m. en alianza con CPS Televisión presentaron el seriado Fuego Verde con la producción de RTI Televisión, también presentaron el magazín Oxígeno, el ciclo de películas mexicanas con Mario Moreno "Cantinflas" y series extranjeras como Misión Imposible y El Renegado (NOTA: DFL Televisión en alianza con CPS Televisión emitió Misión Imposible pero la versión que de 1988 que se emitió por la cadena norteamericana ABC y que antes en 1990 la presentaba Cenpro Televisión y que después lo emitía Producciones JES en la tarde de los sábados por el Canal Uno).
Y finalmente los domingos de 1:00 a 3:00 p.m. se emitían espacios como los largometrajes en alianza con Big Bang Televisión bajo el nombre de Cine del Domingo, pero CPT Televisión le cedió sus espacios en calidad de préstamo para presentar el especial desde el Centro Comercial Plaza de las Américas en Bogotá.
También obtuvo espacios adicionales que dejaron RCN Televisión y Caracol Televisión antes de su conversión a canales  privados como por ejemplo una franja de los miércoles a las 9:30 a.m. para emitir espacios como las Televentas, El informativo de las 6:30 a.m., Sala de Redacción En Vivo, En Vivo con Adriana y Darío que meses más tarde se llamaría En Vivo 6:30 de En Vivo Televisión y Al Día de RTI Televisión los jueves de 6:30 a 8:00 a.m., los viernes a las 3:00 p.m., se emitieron las telenovelas extranjeras Pecado de Amor y La Sombra de Otro y las repeticiones de En Cuerpo Ajeno y La viuda de Blanco  y finalmente los viernes a las 10:00 p.m. se emitían espacios como La Noche Prohibida, El Nombre del Amor, La Casa del Naranjo y en alianza con RTI Televisión, Proyectamos Televisión, Andes Televisión y CPT Televisión emitían la telenovela Divorciada (a DFL Televisión le adjudicaron los viernes), pero más tarde le devolvieron los espacios a la Comisión Nacional de Telvisión debido a la crisis de los canales públicos en el gobierno de Andrés Pastrana y la llegada de los canales privados a mediados de 1998.
Finalmente DFL Televisión salió del aire en abril de 2003, pero los últimos programas de No Me Lo Cambie fueron presentados en 2003 por Colombiana de Televisión a través del Canal Uno, después le adjudicaron a la programadora estatal Audiovisuales los horarios que tenía DFL Televisión en 1998.
En 2001 se produjo el magazín matutino Día a Día de Caracol Televisión, ya como canal privado hasta 2003, cuando la empresa se declaró en liquidación obligatoria por su incumplimiento a la ley 550 de quiebras de la Superintendencia de Sociedades a la que había sido sometida. Gran parte de los archivos materiales que han producido fueron cedidos a Caracol Televisión.

## Horarios por licitación
- 1992-1997

Canal A
- Martes y Viernes 1:30 p.m.
- Martes y Jueves 2:00 p.m.
- Miércoles 7:30 p.m.
- Jueves 4:55 p.m. y 11:10 p.m.
- Viernes 11:00 a.m. a 12:00 p.m. y 3:55 a 4:55 p.m.
- Sábados 9:00 a 10:00 p.m.
- Domingos 3:30 a 5:00 p.m.

- 1998 - 2003

Canal A
- Martes y Jueves 4:30 p.m.
- Miércoles 11:30 a.m.
- Miércoles y Jueves 8:30 a.m.
- Jueves 1:00 a 2:00 p.m.
- Viernes 8:30 a 9:30 p.m.
- Sábados 9:00 a 10:00 a.m., 11:30 a.m. a 12:00 p.m. y 8:30 a 9:30 p.m.
- Domingos 2:30 p.m., 5:00 a 6:30 p.m. y 7:00 p.m.

- Horarios adicionales Post RCN Televisión

- Miércoles 9:30 a 10:30 a.m.
- Jueves 6:30 a 8:00 a.m.
- Viernes 3:00 a 4:00 p.m. y 10:00 p.m.

## Logotipos
- 1992 - 1995: En fondo gris se muestra un grupo de círculos de color rojo agrupándose uno a uno encima del otro y abajo salía el nombre de la programadora que se llamaba en aquel entonces DIEGO FERNANDO LONDOÑO.

- 1995 - 2003: Se muestra un fondo las olas del mar soleado y saliendo una a una las letras doradas D, F y L y saliendo desde el frente dos cubos azules con una letra amarilla cada uno donde muestran las letras T y V.